# Анакамптис пирамидальный
Анака́мптис пирамида́льный (лат. Anacámptis pyramidális) — многолетнее травянистое растение; вид рода Анакамптис (Anacamptis) семейства Орхидные (Orchidaceae).

## Синонимы
Растение известно под многочисленными латинскими названиями (около двух десятков), в том числе:
- Orchis pyramidalis L., 1753basionym
- Orchis bicornis Gilib., 1792
- Orchis condensata Desf., 1799
- Orchis appendiculata Stokes, 1812
- Aceras pyramidale (L.) Rchb.f., 1850

## Краткое описание
Многолетнее травянистое растение до 65 см высоты с яйцевидными клубнями. У основания стебля расположена розетка довольно длинных (до 25 см) и узких листьев. Соцветие многоцветковое, плотное, пирамидальное. Цветки пурпурно-красные, редко белые или розовые, с нежным ароматом. Наружные листочки околоцветника неодинаковые: боковые — неравнобокие, а средний имеет яйцевидную форму. Внутренние листочки околоцветника почти равны наружным, средний листочек имеет вид трёхлопастной губы. Шпорец нитевидный, до 1,4 см длины. Завязь согнутая, нескрученная. Цветёт в мае—июне. Плодоносит в июле. Плод — многосемянная коробочка. Размножается семенами лишь на 5-й год, зимой. Лекарственное, декоративное.

## Распространение и места обитания
От Западной Европы и Средиземноморья до Ирана. На территории России — в Краснодарском крае — в нижнем и среднем горных поясах. Зарегистрирован на Черноморском побережье (от Анапы до Туапсе), в Апшеронском районе. Нередко встречается на лугах вдоль побережья от Туапсе до Лазаревского.
Растёт на лугах, по опушкам, в кустарниках, предпочитает почвы, подстилаемые известняками.
Сокращается, встречается спорадически небольшими группами или одиночными особями.
Вид внесён в Красную Книгу России — числится в категории III.

## Лимитирующие факторы и меры охраны
Корнеклубни используются для получения салепа. Истребляется в пору цветения на продажу и как лекарственное сырьё. Необходимо повсеместно запретить сбор растений и выкапывание клубней, организовать заказники, разрабатывать пути введения в культуру.